# Could It Be Magic
Could It Be Magic é uma canção composta por Adrienne Anderson e por Barry Manilow. Foi incluída no álbum de estreia de Barry Manilow em 1973, Barry Manilow I.
Devido à sua popularidade, foi lançada como single em 1975, dois anos depois de ter sido originalmente gravada, onde alcançou a posição #6 nos Estados Unidos.
A canção é baseada no Prelúdio em C Menor de Frédéric Chopin, Opus 28, número 20, e cantado no último versículo desbota uma performance em linha recta dos poucos últimos compassos do Prelúdio.
A canção foi regravada por vários outros artistas ao longo dos anos, a maioria com sucesso por Donna Summer, em 1976, e no Reino Unido a banda Take That no início de 1990. Manilow regravou uma versão up-tempo da canção em 1993, com a orquestração original de metais e cordas combinado com bateria nova, baixo e sintetizadores, que incluiu no álbum Greatest Hits: The Platinum Collection. Um remix estendido da versão de 1993 foi emitido como um single promocional de 12 polegadas.
No Brasil, a música foi regravada pela Rainha do Rebolado, Gretchen, em 2000 para o seu CD "La Pasion", sendo considerada uma das melhores regravações da carreira da cantora.

## Versão Original

### Desempenho nas Paradas
| Parada                 | Melhor Posição |
| ---------------------- | -------------- |
| Canadian Singles Chart | 24             |
| Irish Singles Chart    | 18             |
| UK Singles Chart       | 25             |
| U.S. Billboard Hot 100 | 6              |

## Versão de Donna Summer
Apenas um ano após a versão original de Manilow ser lançada como single, Donna Summer gravou uma versão disco da canção e a incluiu em seu segundo álbum internacional, A Love Trilogy, e levou-a para #3 na US Dance Chart em 1976. A canção também entrou na UK Singles Chart único onde permaneceu por 7 semanas (ponto de pico #40).

### Faixas
- 7" single (Estados Unidos)

1. "Could It Be Magic" — 3:15
2. "Whispering Waves" — 4:50

- 7" single (Mundo)

1. "Could It Be Magic" — 5:20
2. "Come with Me" — 4:20

### Desempenho nas paradas
| Parada (1976)                | Melhor Posição |
| ---------------------------- | -------------- |
| Austrian Singles Chart       | 14             |
| German Singles Chart         | 23             |
| UK Singles Chart             | 40             |
| U.S. Billboard Black Singles | 21             |
| U.S. Billboard Pop Singles   | 52             |

## Versão de Take That
Produzido e com remix por The Rapino Brothers, Take That lançou seu cover, baseado no arranjo up-tempo de Donna Summer e Giorgio Moroder, em 30 de Novembro de 1992 como o último single de seu álbum de estreia Take That & Party. A música não aparece na versão cassette do álbum. Ele chegou ao número três no UK Singles Chart.
A canção ganhou Melhor Single Britânico em 1993 no Brit Awards.
Durante o The Ultimate Tour em 2006, o ex-membro Robbie Williams apareceu em um holograma com uma secção pré-gravada de seus vocais. Gary Barlow canta vocais desde a reforma de Take That.
A canção recebeu certificação de Prata, status para vendas de mais de 200.000 cópias no Reino Unido.

### Vídeo Musical
Sinopse
Uma jovem mulher fecha a garagem em que está trabalhando, em seguida, a banda chega com um monte de pessoas. Mudam as luzes acesas e Robbie Williams começa tocando a música, outros membros da banda dançam e fazem break-dance por toda parte. O vídeo termina com a mulher a voltar e mudar a luz de volta ao largo, apesar de tudo ainda estar como ela deixou.

### Faixas
12" Vinyl (Reino Unido) (74321 12313 1) (edição limitada com poster)
1. Deep In Rapino's Club Mix - 5:56
2. "Take That Club Megamix"
3. Mr. F. Mix

7" Vinyl (Europa) (74321 12313 7)
1. Rapino Radio Mix - 3:30
2. "Take That Radio Megamix" - 4:38

Cassete Single (Reino Unido) (74321 12313 4)
1. Rapino Radio Mix - 3:30
2. Take That Radio Megamix - 4:38

CD Single (Reino Unido) (74321 12313 2)
1. Rapino Radio Mix - 3:30
2. Deep In Rapino's Club Mix - 5:56
3. Acapella - 3:12
4. Ciao Baby Mix - 7:19
5. Rapino Dub - 3:44
6. Paparazzo Mix - 5:27
7. Deep In Rapino's Dub - 5:57
8. Club Rapino Mix - 3:43

Maxi-CD (Reino Unido) (74321 12313 2)
1. Rapino Radio Mix - 3:30
2. Deep In Rapino's Club Mix - 5:56
3. Acapella - 3:12
4. Ciao Baby Mix - 7:19
5. Rapino Dub - 3:44
6. Paparazzo Mix - 5:27
7. Deep In Rapino's Dub - 5:57
8. Club Rapino Mix - 3:43

Maxi-CD (Europa) (74321 12735 2)
1. Rapino Radio Mix - 3:30
2. Deep In Rapino's Club Mix - 5:56
3. Ciao Baby Mix - 7:19
4. Paparazzo Mix - 5:2

12" Promo Vinyl (França) (7432161791)
1. Paparazzo Mix - 5:27
2. Club Rapino Mix - 3:43
3. Ciao Baby Mix - 7:19

CD Single (Europa) (74321 12735 2)
1. Rapino Radio Mix - 3:30
2. Deep In Rapino's Club Mix - 5:56
3. Ciao Baby Mix - 7:19
4. Paparazzo Mix - 5:27

CD Single (Japão) (TAKE8)
1. Rapino Radio Mix - 3:30
2. Take That Radio Megamix - 4:38

### Desempenho nas Paradas
| Parada (1992)               | Melhor Posição |
| --------------------------- | -------------- |
| Irish Singles Chart         | 3              |
| UK Singles Chart            | 3              |
| Parada do fim de ano (1992) | Melhor Posição |
| UK Singles Chart            | 37             |

| Posição (1993)        | Melhor Posição |
| --------------------- | -------------- |
| ARIA Singles Chart    | 30             |
| SNEP Singles Chart    | 42             |
| German Singles Chart  | 37             |
| Swedish Singles Chart | 30             |

### Versões oficiais
- Versão do Álbum (4:28)
- Rapino Radio Mix (3:30)
- Acapella (3:12)
- Deep In Rapino's Club Mix (5:56)
- Rapino Dub (3:44)
- Club Rapino Mix (3:43)
- Deep In Rapino's Dub (5:57)
- Ciao Baby Mix (7:19
- Paparazzo Mix (5:27)
- Mr. F. Mix
- Versão ao vivo (5:18)

## Outras versões notáveis
- Na década de 80, o cantor Barry Manilow regravou "Could it be magic" em espanhol e em português. Em língua espanhola, a música foi intitulada "Sera esto magia" e se encontra no álbum "Grandes exitos en español". Por sua vez, a sua versão em português, "Magia", composta por Claudio Rabello e gravada para o LP "Barry Manilow Especial", lançado exclusivamente no Brasil.
- A cantora brasileira Gretchen regravou a canção para o seu CD "La Pasion", em 2000, sendo considerada uma das maiores regravações feitas pela artista em toda a sua carreira.
- Abigail, cantora britânica de Eurodance/Hi-NRG, gravou uma versão dance de seu primeiro álbum "Feel Good", de 1994.
- Uma remix House da canção aparece como a penúltima faixa do Hed Kandi: Disco Heaven 01.05, creditada a "Andrea T. Mendoza & Tibet feat. Ife Corcoran".
- Leona Lewis fez um cover da música durante a temporada 3 do "The X Factor".
- Em 1993, o produtor britânico Trevor Horn fez um remix da música com Barry Manilow, que regravou seus vocais. O lançamento só ficou disponível na promo-12" Arista-COULD1993
- A canção foi gravada em Holandês pelo cantor Rob de Nijs, chamado Ontmoeting. O texto foi escrito por sua ex-esposa Belinda Meulendijk, e foi lançada como single em 1986. Extraído álbum "Vrije val".
- O grupo holandês Lucifer também gravou a faixa em 1975, antes mesmo de Donna Summer a gravar. Esta versão não contém a Chopin Preludium, mas tem um Falset ladyvoice de Margriet Eshuys e bandolins.
- Foi feito um cover pelos The Puppini Sisters no álbum The Rise and Fall of Ruby Woo.
- Eoghan Quigg fez um cover da música durante a temporada 5 do The X Factor.
- A boy band Alliage lançou uma versão em língua francesa, "Le temps qui court", em 1997. Sua versão chegou ao número 13 na França e número 32 na Bélgica (Valónia).[9] Esta versão foi regravada por Les Enfoirés em 2006, atingindo o número quatro na França, número dois na Bélgica (Valónia) e número 19 na Suíça.[10]
- John Barrowman cantou a música para abrir um episódio do Tonight is Tonight para a BBC.
- Em 2007, Lazlo Bane fez um cover da música em seu álbum Guilty Pleasures.
- Joe McElderry fez um cover da música durante a temporada 6 do The X Factor.
- Mary Byrne interpretou a canção na temporada 7 do The X Factor.